# Crumar
La Crumar è un'azienda di strumenti musicali con sede a Roncade, in provincia di Treviso. Il suo marchio è comunemente associato, come molte aziende allora distribuite nel territorio marchigiano, alla produzione di sintetizzatori e strumenti musicali a tastiera.

## Storia
Negli anni 1960 le Marche vedono un forte incremento della produzione di strumenti musicali con un fiorire di numerose nuove aziende. Già era presente nel territorio una forte tradizione in particolar modo per la produzione di fisarmoniche con ditte come la Soprani o la Farfisa. Fra queste vi era la Crucianelli Mario e figli-fisarmoniche, fondatori in questo periodo della Elka.
Nel 1971 Mario Crucianelli, in seguito a diatribe familiari, esce dalla Elka e fonda la CRUMAR assieme al socio F. Marchetti che all'epoca produceva trasformatori elettrici. Il nome CRUMAR viene appunto dalla fusione di CRUcianelli e MARchetti.
La ditta, pur rimanendo a conduzione familiare, in pochi anni allargò il proprio organico fino a 300 dipendenti, suddivisi in due laboratori elettronici, uno meccanico e nel reparto produzione. La produzione è continuata fino agli anni ottanta quando la LEM acquisì i diritti per la produzione dei bit 99 e bit 01, derivati da uno degli ultimi prodotti originali CRUMAR, il BIT ONE. L'azienda cessò ufficialmente l'attività di produzione strumenti nel 1986. La vecchia sede dell'azienda in centro a Castelfidardo è ora un albergo.
Musicisti come Neil Young, Pooh, Sun Ra, Billy Joel, Stevie Wonder, Joe T Vannelli e Nick Rhodes dei Duran Duran, Radiohead utilizzavano strumenti marchiati CRUMAR.
Nel 2008 il marchio CRUMAR è nuovamente tornato in auge grazie all'acquisizione da parte di vari soggetti attivi nel settore che hanno iniziato a produrre strumenti musicali elettronici e a tastiera con l'originale e storico marchio: nel 2008 è stato presentato al Musikmesse di Francoforte un piano digitale con il nome di Baby Grand, il primo modello della nuova produzione CRUMAR. Contestualmente a questo modello viene prodotto il Bassman, un sintetizzatore a pedaliera 13 note. A luglio del 2011 viene alla luce CRUMAR MOJO, un organo a doppio manuale leggero e compatto con generazione sonora VB3.